# Layham
Layham est une paroisse civile anglaise, au Royaume-Uni, située dans le district de Babergh, comté du Suffolk.